# Russell Springs (Kentucky)
Russell Springs é uma cidade localizada no estado americano de Kentucky, no Condado de Russell.

## Demografia
Segundo o censo americano de 2000, a sua população era de 2399 habitantes.
Em 2006, foi estimada uma população de 2554, um aumento de 155 (6.5%).

## Geografia
De acordo com o United States Census Bureau tem uma área de
11,9 km², dos quais 11,9 km² cobertos por terra e 0,0 km² cobertos por água. Russell Springs localiza-se a aproximadamente 320 m acima do nível do mar.

## Localidades na vizinhança
O diagrama seguinte representa as localidades num raio de 36 km ao redor de Russell Springs.